# Dominik Nekolný
Dominik Nekolný (1986) es un deportista checo que compite en ciclismo en la modalidad de BMX estilo libre. Ganó una medalla de oro en el Campeonato Mundial de Ciclismo Urbano de 2019, en la prueba de flatland.

## Palmarés internacional
| Campeonato Mundial | Campeonato Mundial | Campeonato Mundial | Campeonato Mundial |
| Año                | Lugar              | Medalla            | Competición        |
| ------------------ | ------------------ | ------------------ | ------------------ |
| 2019               | Chengdu (China)    | Medalla de oro     | Flatland           |